# Liman (Wüstenhain)

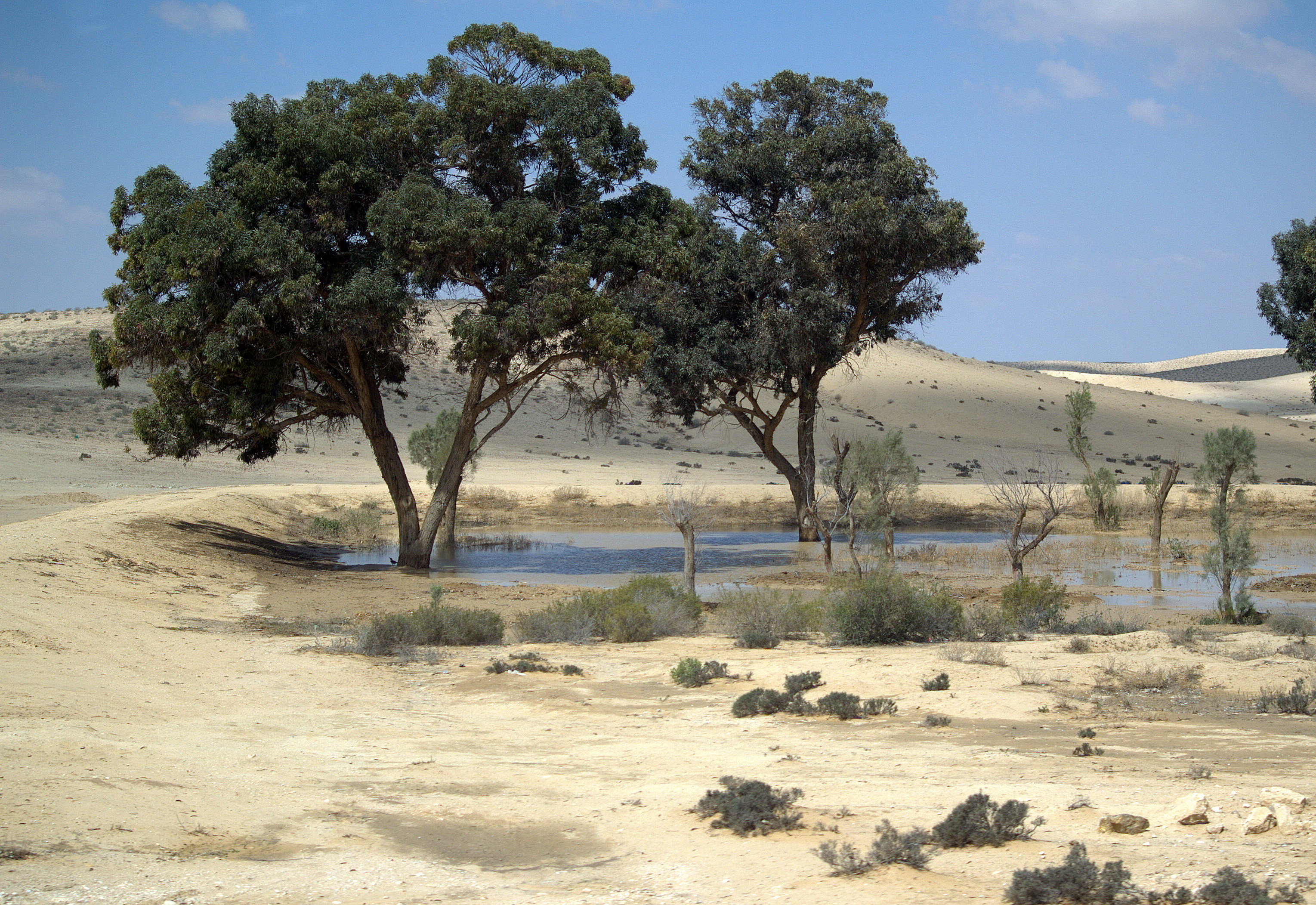
Liman des Jüdischen Nationalfonds in der Wüste Negev

Ein Liman (hebräisch לִימַן; abgeleitet vom griechischen λΐμήν) ist in Israel die Bezeichnung für einen eingedeichten, künstlich angelegten Baumhain, der in eine eigens zu diesem Zweck ausgehobene Wüstensenke gepflanzt wird. Als idealer Standort gilt ein Wadi. Der beste Pflanztermin liegt kurz vor der Regenzeit, damit der den Liman schützende Deich das Wasser  kontrolliert an die gepflanzten Bäume abgeben kann, während die saisonalen Sturzfluten an der Senke vorbeirauschen. Weitere Kanäle im Deich sorgen für eine Abgabe überschüssigen Wassers an das Wadi. Ziel ist die natürliche Ausbildung eines Biotops, das von Reisenden als Wegmarke und Rastplatz genutzt werden kann.
Im Gegensatz zur Oase wird im Liman keine Viehhaltung, Land- oder Forstwirtschaft betrieben. Notwendig sind nur etwas Baumpflege und eine gelegentliche Deichwartung. In der Wüste Negev sind laut JNF-KKL bislang schon 420 Limane angelegt worden. Als geeignete Bäume werden Tamarinde, Akazie, Prosopis, Pistazie, Eukalyptus, Dattelpalme und Johannisbrotbaum angesehen. Unklar ist, ob es hierfür antike Vorbilder gibt oder ob der israelische Liman erst das Ergebnis neuerer Wüstenforschung ist.